# 283 Emma
A 283 Emma a Naprendszer kisbolygóövében található aszteroida. Auguste Charlois fedezte fel 1889. február 8-án.